# Selecció de bàsquet d'Egipte

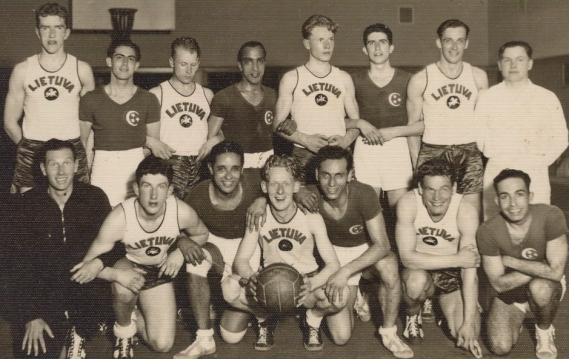
La selecció d'Egipte juntament amb la selecció de Lituània, campiona de l'Eurobasket de 1937.

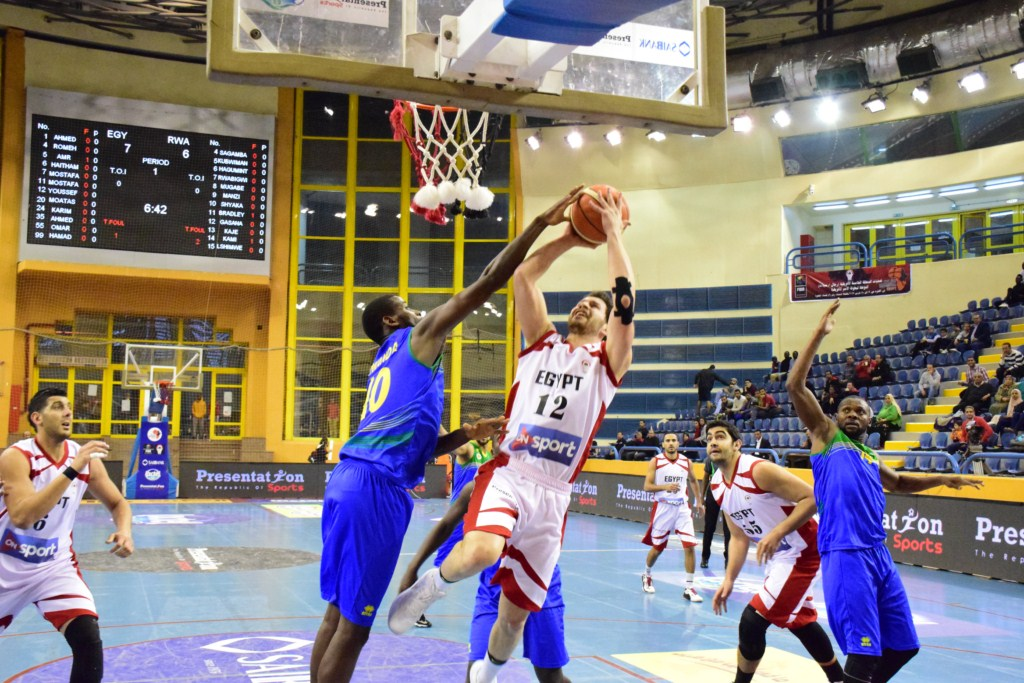
Partit Egipte - Ruanda.

La Selecció de bàsquet d'Egipte és l'equip format per jugadors de nacionalitat egípcia que representa a la "Federació Egípcia de Bàsquet" a les competicions internacionals organitzades per la Federació Internacional de Bàsquet (FIBA) o el Comité Olímpic Internacional (COI).
Egipte va participar en les primeres edicions del Campionat d'Europa de bàsquet masculí. Fou el darrer classificat al campionat de 1937. Més èxit va tenir a l'Europeu de 1947 on guanyà la medalla de bronze. Dos anys més tard assolí la victòria final al Campionat d'Europa de 1949, el seu èxit més destacat.

## Classificacions

### Jocs Olímpics
- 1936 - 15
- 1948 - 19
- 1952 - 9
- 1972 - 16
- 1976 - 12
- 1984 - 12
- 1988 - 12

### Campionats mundials
- 1950 - 5
- 1959 - 11
- 1970 - 13
- 1990 - 16
- 1994 - 14
- 2014 - 24

### Campionats europeus
- 1937 - 8
- 1947 -  3
- 1949 -  1
- 1953 - 8

### Campionats africans
- 1962 -  1
- 1964 -  1
- 1970 -  1
- 1972 -  2
- 1975 -  1
- 1978 -  3
- 1981 -  2
- 1983 -  1
- 1985 -  3
- 1987 -  2
- 1989 -  2
- 1992 -  3
- 1993 -  2
- 1997 - 4
- 1999 -  3
- 2001 -  3
- 2003 -  3
- 2007 - 4
- 2009 - 10
- 2011 - 11
- 2013 -  2
- 2015 - 5
- 2017 - 8
- 2021 - 11

### Jocs Mediterranis
- 1951 -  1
- 1955 - 4
- 1959 -  3
- 1963 - 4
- 1971 - 4
- 1975 - 6
- 1979 -  3
- 1983 - 5
- 1991 - 7
- 2005 - 5
- 2013 - 6

### AfroCan
- 2019 - 9

### Jocs Africans
- 1965 -  1
- 1973 -  3
- 1991 -  1
- 1995 -  1
- 1999 -  1
- 2007 -  2
- 2011 - 5
- 2015 -  2
- 2019 -  2

### Jocs Pan Arabs
- 1953 -  1
- 1961 -  1
- 1965 -  1
- 1999 -  1
- 2004 -  1
- 2007 -  1
- 2011 -  3